# Епігенез (біологія)
Епігенез — концепція розвитку зародка як результату зовнішніх чи внутрішніх впливів на неоформлений біологічний матеріал, протилежна преформізму, розвитку зародка з попередньо сформованого мікроскопічного зачатку, який лише росте. Протистояння цих двох концепцій почалося ще з часів Арістотеля та набуло значення в біології у XVIII-XIX століттях. 
Епігенез у XX столітті розглядався як еволюційна концепція, у якій основним фактором еволюції є зовнішні впливи на організм. На базі уявлень про епігенез Конрад Воддінгтон сформулював поняття епігенетики. У СРСР біолог Михайло Шишкін сформулював епігенетичну теорію еволюції, яка вважає ухили розвитку під впливом зовнішніх умов важливішим фактором еволюції, ніж добір генетичних варіантів.

## Історія
Арістотель розглядав розвиток організму як результат епігенезу: сім'я батька було причиною розвитку, а сім'я матері надавало матеріал. Головним формотворчим фактором є життєва сила. Епігенез був основним поглядом на ембріональний розвиток тварин серед натуралістів до XVIII століття.
У XVIII столітті з появою все кращих мікроскопів з'явилися описи стадій розвитку тварин, які виконувалися в парадигмі епігенезу. Утім на той час багато дослідників почали відкидати уявлення Арістотеля про життєву силу, без якого концепція епігенезу втрачала свій сенс. Без життєвої сили всі основні ознаки організму мали перебувати в самому зародку в довершеному, але мініатюрному стані. Таку концепцію називають преформізмом.
Серед прибічників епігенезу були Каспар Фрідріх Вольф, Карл Бер.

## Культурний вплив
Услід за Арістотелем у християнстві було прийнято, що розвиток людини є поступовим під дією творчих сил чоловічого зачатку. Лише поступово, на думку Блаженого Августина та Фоми Аквінського формується маленька людина, в яку Бог вселяє душу. За їхніми уявленнями, це ставалося приблизно на 40-й день розвитку (6-й тиждень). Ця думка зберігалася в католицькій церкві до 1859 року, коли Папа Римський Пій IX визначив, що життя людини починається в момент запліднення.